# Echeandia weberbaueri
Echeandia weberbaueri là một loài thực vật có hoa trong họ Măng tây. Loài này được (Poelln.) Cruden mô tả khoa học đầu tiên năm 2009.